# 炭釜信号場
炭釜信号場（タンブしんごうじょう）または炭釜駅（タンブえき）は、大韓民国江原特別自治道寧越郡にある韓国鉄道公社の駅である。

## 利用可能な路線
- 韓国鉄道公社
  - 太白線

## 歴史
- 1978年1月1日：信号場として開業。

## 隣の駅
韓国鉄道公社
太白線
寧越駅 - 炭釜信号場 - (蓮下信号場) - (石項駅) - 礼美駅